# La casa dei Rothschild
La casa dei Rothschild (The House of Rothschild) è un film del 1934 diretto da Alfred L. Werker. Il soggetto si basa su Rothschild, un lavoro teatrale di George Hembert Westley.

## Trama
Nel 1780, a Francoforte, agli ebrei è proibito imparare i mestieri e, in più, gli è vietato lasciare il loro quartiere dopo il tramonto. Anche le tasse sono esose e l'esattore esige dal ricco mercante Mayer Rothschild ventimila gulden, una somma enorme, così si finge povero per non pagare l'imposta. Mayer viene aiutato dall'intervento del figlio Nathan che offre al funzionario una mazzetta di cinquemila gulden per evadere la sua pratica. Tuttavia, il vecchio Rothschild, ormai sfiancato dalla lotta quotidiana per la vita, giunge alla fine dei suoi giorni: sul letto di morte, consiglia i suoi cinque figli su come tenere in piedi la loro impresa finanziaria. Poiché molto spesso il denaro spostato da una città all'altra viene perduto, Mayer consiglia i figli di tessere una rete di banche in diversi paesi e città, in modo da potersi appoggiare l'uno all'altro per far sì che i pagamenti possano essere fatti sulla fiducia, senza dover ricorrere a pericolosi e frequenti trasferimenti dell'oro. Poi, prima di morire, li ammonisce di ricordarsi sempre del ghetto e che la felicità per il loro popolo non sarà mai raggiunta se non avrà ottenuto l'uguaglianza, il rispetto e la dignità.
Trentadue anni dopo, mentre Napoleone conquista vittorioso mezza Europa, a Londra Nathan si impegna con il capitano Fitzroy, inviato dal duca di Wellington, di prestare il denaro per fermare Napoleone usando i suoi contatti con i fratelli che risiedono a Vienna, Napoli, Parigi e Francoforte. Sconfitto Napoleone, il capitano Fitzroy e Julie, la figlia di Rotschild, progettano di sposarsi e anche se Nathan preferirebbe che la figlia si maritasse con un ebreo, dà il suo consenso, convinto che i tempi ormai stanno cambiando. Wellington, grato per l'aiuto finanziario di Rotschild, lo informa su un prestito necessario alla Francia per potersi riprendere dai danni di guerra. Il prestito renderebbe i Rotschild la più potente casa bancaria d'Europa e, di conseguenza, Nathan si irrita quando la sua offerta - pur se molto vantaggiosa - viene rifiutata dal consiglio degli alleati guidato dal conte Ledrantz che, per motivi di antisemitismo, gli preferisce un concorrente. Furibondo, Nathan proibisce alla figlia di sposare Fitzroy e la manda a Francoforte. Nathan, con un'ardita mossa finanziaria al ribasso costringe i membri del consiglio a fare l'accordo con lui e Ledrantz scatena una serie di sommosse antisemite in tutta la Prussia. Mentre Nathan si trova a Francoforte, Fitzroy si introduce di notte da Julie e le chiede di sposarlo, ma lei rifiuta di farlo se non ha il consenso del padre.
Dopo la fuga di Napoleone dall'Elba, Ledrantz è costretto a venire a patti con Nathan e, per convincerlo a non fare prestiti all'imperatore francese, si impegna ad accettare i termini di Rotschild che prevedono per gli ebrei la stessa libertà, rispetto e dignità di cui godono tutti i cittadini. Quando Fitzroy parte per la guerra con Wellington, Nathan promette al capitano che al suo ritorno potrà sposare Julie. Napoleone, intanto, riesce a raggiungere Parigi mettendo in fuga il re. In giugno, dopo alcune vittorie dei francesi, la Borsa di Londra è nel panico: Nathan, per evitarne il crollo, continua a comprare sostenendo l'economia inglese fino alla vittoria di Waterloo. Julie e Fitzroy ora possono finalmente sposarsi, mentre il re nomina Nathan barone del Regno, esprimendo la gratitudine del Paese verso questo "figlio adottivo" il cui contributo è stato essenziale per la vittoria e la pace.

## Produzione
Il film fu prodotto dalla 20th Century Pictures (A Darryl F. Zanuck Production).

## Distribuzione
Distribuito dall'United Artists, il film fu presentato in prima mondiale a New York il 14 marzo 1934 uscendo nelle sale cinematografiche statunitensi il 7 aprile.
I film fu distribuito in DVD dalla Silver Screen Archive.

### Riconoscimenti
- 1935 - Premio Oscar
  - Candidatura al Miglior film alla 20th Century Fox